# Blönduós
Blönduós est une ancienne municipalité et un village du nord-ouest de l'Islande, au bord de l'Húnafjörður, sur la péninsule de Skagi, dans la région Norðurland vestra, situé à 245 km de Reykjavik.

## Géographie
Blönduos est située à l'intersection de la route 1 et de la rivière Blanda qui traverse la ville.

## Toponymie
Le nom  « Blönduós » signifie l'embouchure (ós) de la riviere Blanda (génitif Blöndu) qui coule dans le village.

## Histoire
En mai 2022, Húnavatnshreppur et Blönduós fusionnent pour constituer la nouvelle municipalité de Húnabyggð.

## Démographie
| Date              | Nombre d'habitants |
| ----------------- | ------------------ |
| 1er décembre 1997 | 1043               |
| 1er décembre 2003 | 958                |
| 1er décembre 2004 | 917                |
| 1er décembre 2005 | 903                |

## Économie
Blönduos ne possède pas un bon port et la plus importante fonction de la ville est d'alimenter les fermes de la région. Les sources de recettes de la ville sont l'exploitation des forêts, la pêche et le tourisme.
Blönduós possède un aéroport (Hjaltabakki, code AITA : BLO).

## Patrimoine naturel et architectural
La ville possède une église au sommet d'une colline surplombant la ville. Cette église a une architecture particulièrement frappante puisqu'elle est censée ressembler à un cratère volcanique.

## Personnalités liées à la commune
- María Ólafsdóttir, chanteuse et actrice islandaise ayant représenté le pays au Concours Eurovision de la chanson 2015. Elle est née dans cette municipalité.